# Europa der Demokratien und der Unterschiede
Europa der Demokratien und der Unterschiede (EDU), engl. Europe of Democracies and Diversities (EDD), frz. Europe des démocraties et des différences (EDD) war zwischen 1999 und 2004 eine EU-kritische Fraktion im Europäischen Parlament.
Der EDU schlossen sich anfangs 16 Abgeordnete an. Zum Ende der Legislaturperiode gehörten ihr 18 Mitglieder. Ihr letzter Fraktionsvorsitzende war der Däne Jens-Peter Bonde.
2004 wurde die EDU durch die neu gegründete Fraktion Unabhängigkeit/Demokratie (engl. Ind/Dem) abgelöst.

## Mitglieder
| Land                   | Partei | Anzahl | Mitglieder |
| ---------------------- | --- | ------ | --- |
| Dänemark               | JuniBevægelsen                                                                                            | 3      | Jens-Peter Bonde, Ulla Sandbæk, Jens Okking (bis 30. Juni 2002, Wechsel zu GUE/NGL), Bent Hindrup Andersen (ab 1. März 2003, Nachfolger für Okking) |
| Dänemark               | Folkebevægelsen mod EU                                                                                    | 1      | Ole Krarup (bis 30. Juni 2002, Wechsel zu GUE/NGL)                                                                                                  |
| Vereinigtes Königreich | UK Independence Party                                                                                     | 3      | Nigel Farage, Jeffrey Titford, Michael Holmes (bis 1. Juli 2001, danach fraktionslos), Graham Booth (ab 18. Dezember 2002)                          |
| Frankreich             | Chasse, Pêche, Nature, Traditions                                                                         | 6      | Jean Saint-Josse, Yves Butel, Jean-Louis Bernie, Michel Raymond, Alain Esclope, Véronique Mathieu Houillon                                          |
| Frankreich             | Rassemblement pour la France                                                                              | 3      | Paul-Marie Coûteaux, Florence Kuntz, William Abitbol (alle ab 15. März 2001, Wechsel von UEN)                                                       |
| Niederlande            | Staatkundig Gereformeerde Partij – Gereformeerd Politiek Verbond * – Reformatorisch Politieke Federatie * | 3      | Hans Blokland, Rijk van Dam, Bastiaan Belder |

## Vorstand
| Zeitraum                        |                                                                  |
| ------------------------------- | ---------------------------------------------------------------- |
| 20. Juli 1999 – 29. Januar 2001 | Jens-Peter Bonde, Hans Blokland, Jean Saint-Josse                |
| 30. Januar 2001 – 2. Juli 2002  | Jens-Peter Bonde (Vorsitzender), Hans Blokland, Jean Saint-Josse |
| 3. Juli 2002 – 19. Juli 2004    | Jens-Peter Bonde (Vorsitzender), Hans Blokland, Yves Butel       |